# Extraction par liquide pressurisé
L’extraction par liquide pressurisé (pressurized liquid extraction, PLE), aussi appelée extraction par solvant accélérée (accelerated solvent extraction, ASE) ou extraction par fluide pressurisé (pressurized fluid extraction, PFE) est une technique d'extraction solide-liquide.
Elle utilise des solvants organiques ou aqueux à températures et pressions élevées afin d’extraire des composés d’un échantillon solide ou semi-solide.
Cette technique a été introduite en 1995 afin de remédier à certaines inquiétudes associées aux techniques d'extraction solide-liquide classique qui utilisent des quantités importantes de solvants et nécessitent un temps d’exposition notable pour les expérimentateurs. Elle fut rapidement adoptée dans les laboratoires puisqu’elle a l’avantage d’effectuer des extractions beaucoup plus rapides en utilisant moins de solvant.

## Principe de base de la technique
Avec l’extraction par liquide pressurisé, un échantillon solide ou semi-solide est introduit dans une cellule d’extraction de la taille la plus près de la taille de l’échantillon. Celui-ci sera soumis à des températures très élevées (de 50 à 200 °C). La pression est de 1500 psi afin de garder le solvant à l’état liquide. Les solvants principalement utilisés sont l’eau, le méthanol, l’acétone ou l’hexane.

### Effet de la température
Lorsque la température est augmentée, l’énergie cinétique est augmentée. De plus, cela perturbe les interactions entre le soluté et la matrice qui sont causées par les forces van der Waals, les liaisons hydrogène et les attractions dipolaires. Cela diminue également la viscosité des solvants en phase liquide ce qui permet une meilleure interaction entre la matrice et le solvant.

### Effet de la pression
L'augmentation de la pression permet au solvant de s’introduire dans des zones de la matrice qui ne sont pas normalement accessibles dans les conditions atmosphériques. De ce fait, le solvant interagit beaucoup plus avec l’analyte et est plus efficace. De plus, même si les analytes sont facilement accessibles, l’écoulement sous pression contribue à la solubilisation des bulles d’air de sorte que le solvant arrive plus rapidement en contact étroit avec toute la matrice de l’échantillon.

## Méthodes utilisées

### Méthode préchauffée

#### Préparation de l'échantillon
L’échantillon doit être préalablement préparé afin d’optimiser la séparation des analytes de la matrice. Pour ce faire, il faut s’assurer que l’échantillon est sec et finement fragmenté. Les solides larges, de taille supérieure à 1 mm, devraient être broyés. Les échantillons qui sont mouillés ou collants devraient être mélangés avec un agent séchant.

#### Chauffage
La cellule d’extraction est chauffée avant de mettre le solvant. Pour chauffer la cellule d’extraction, il est possible d’utiliser un four de GC (chromatographie en phase gazeuse) ou un bloc de chauffage. Si le four est utilisé, la cellule d’extraction reste à l’intérieur du four pendant environ 15 minutes afin que sa température se stabilise, après que le four ait atteint la température ciblée. Si le bloc de chauffage est utilisé, il faut que ce dernier reste à la température déterminée et la cellule est ensuite déposée à l’intérieur. Cette dernière reste à l’intérieur environ 5 minutes afin qu’elle s’équilibre.

#### Introduction du solvant
Le solvant est, par la suite, pompé dans la cellule d’extraction afin de la remplir. Le remplissage est arrêté pour permettre à la cellule d’être sous pression et jusqu’à ce que la pression ciblée soit obtenue. Après que la pression soit obtenue et stable, il y a alors une période statique où le solvant est constamment en circulation grâce à la pompe, et ce, à température (entre 50−200 °C) et pression élevées (entre 500-3000 psi). Normalement, cette période dure environ 5 minutes. C’est pendant cette période que l’analyte passe de la matrice au solvant.

#### Nettoyage et extraction
Après que la période statique soit terminée, du solvant frais est pompé dans la cellule afin de  la rincer. Du diazote compressé force le solvant à sortir de la cellule d’extraction. Ce solvant, qui contient l’analyte, est recueilli dans un flacon.

### Méthode pré-remplie
Les étapes pour la préparation de l’échantillon, l’introduction du solvant, le nettoyage et l’extraction sont les mêmes que décrit plus haut mais la cellule d’extraction est remplie avec le solvant avant d’être chauffée. La méthode pré-remplie est favorisée pour les solvants qui sont volatils.

## Matériel et montage

Montage de l'extraction par liquide pressurisé

### Cellule à extraction
Lors de l’extraction par liquide pressurisée, l'échantillon se trouve dans une cellule à extraction qui est exposé à des températures et des pressions élevées. Le volume de la cellule varie entre 1 et 100 mL. Cette cellule est faite d’acier inoxydable, car elle doit pouvoir résister à ces hautes pressions. Les embouts de la cellule sont frittés pour laisser le solvant circuler à l’intérieur tout en maintenant l’échantillon solide dedans. La grosseur des pores des embouts frittés sont suffisamment petits pour que les particules de la matrice ne puisse pas passer. Elles ont une grosseur qui varie habituellement entre 5 et 10 μm. La cellule est connectée à la pompe qui la remplit de solvant et permet à ce dernier de circuler. La cellule doit absolument être complètement remplie, afin de maximiser le contact du solvant avec la matrice. Ceci empêche d’ailleurs toute oxydation de se produire à de grandes températures. Selon la méthode choisie, la cellule peut être chauffée avant ou après avoir mis le solvant dans la cellule. Pour chauffer, la cellule est en contact direct avec une source de chaleur, soit un four GC (chromatographie en phase gazeuse) ou un bloc de chauffage.

### Pompe
Afin de garder le solvant à l’état liquide, il faut appliquer une grande pression qui doit être au-dessus de celle requise pour maintenir le solvant liquide. Dans le cas contraire, le solvant est plus visqueux et cela augmente le temps d’extraction. La pression est souvent maintenue grâce à une pompe de CLHP. Grâce à celle-ci, la pression peut être maintenue de manière constante pour des pressions allant de 500 psi jusqu’à 3000 psi.

### Gaz sous pression
Du gaz sous pression, habituellement du diazote, permet de forcer tout le solvant à sortir des tuyaux ou de la cellule et à se rendre dans une fiole ou dans une bouteille. Ce solvant récupéré est celui qui contient l’analyte cible.

### Contenant de récupération
La fiole qui récupère l’analyte et le solvant peut être de format entre 40 et 60 ml, ou un plus gros format de 250 ml. Toutes sont scellées avec du téflon et le diazote occupe le reste du volume du contenant, ce qui permet de garder un environnement inerte.

## Avantages
Comparée aux techniques d'extraction conventionnelles (Soxhlet, Twisselmann, etc.), l'extraction par liquide pressurisé est plus rapide, la consommation de solvants est plus faible et si besoin des températures plus élevées peuvent être utilisées. Le milieu d'extraction est récupéré facilement sans avoir besoin d'une étape supplémentaire pour le séparer de la matrice.

## Limites
Les coûts de l'investissement sont plus élevés que ceux de l'extraction conventionnelle. Les matières thermosensibles peuvent être dégradées.

## Applications

### Alimentation
L’extraction par liquide pressurisé est utilisée dans le domaine de l’alimentation, notamment pour les tests de qualité des produits. La technique est utilisée pour les tests de contamination de pesticides et d’herbicides sur les aliments, tels les fruits et les légumes, afin de déterminer s’ils sont sécuritaires pour la consommation. La PLE est également employée pour la détermination du niveau de résidus présents dans les produits. Elle permet aussi d’isoler certains groupes nutritionnels comme les lipides. Par exemple, cette technique est utilisée afin de déterminer le pourcentage de gras dans les différentes matrices provenant de nourriture. Ainsi, elle est utilisée par l’industrie pour déterminer le taux de lipides contenu dans un produit. Cette information peut ensuite être utilisée pour les étiquettes de valeurs nutritives.

### Environnement
Dans ce domaine, la PLE est utilisée principalement pour l’extraction de composés organiques provenant d’échantillons environnementaux. Les sols sont toutefois les solides environnementaux les plus utilisés dans cette technique. La majorité des tests ont pour but d’extraire certains polluants (pesticides, explosifs, biphényle polychloré (BPC), etc.) ou certains composés organiques ayant un potentiel nocif pour la santé de la population ou l’environnement.

### Pharmaceutique
La technique est employée afin d’extraire certains composants tels les ingrédients actifs, les huiles, les acides carboxyliques, les vitamines et les antibiotiques.
Cette technique est également utilisée dans bien d’autres domaines industriels tels que les produits naturels, les polymères et les produits de consommations.